# Афанасьев, Кузьма Кириллович
Кузьма Кириллович Афанасьев (1917—1966) — сержант Красной Армии, участник Великой Отечественной войны, Герой Советского Союза (1945).

## Биография
Кузьма Кириллович Афанасьев родился 15 сентября 1917 года в селе Старая Тумба Юхмачинской волости Спасского уезда Казанской губернии (ныне Алькеевского района Республики Татарстан) в крестьянской семье. Чуваш. Получил начальное образование, работал в леспромхозе. В 1939 году был призван на службу в Красную Армию. С сентября 1941 года — на фронтах Великой Отечественной войны. В составе войск Северо-Западного, Резервного, Степного и 2-го Украинского фронтов принимал участие в Курской битве, боях за освобождение Украины, Молдавии, Венгрии, Румынии, Чехословакии. К октябрю 1944 года сержант К.К. Афанасьев командовал пулемётным отделением 795-го стрелкового полка 228-й стрелковой дивизии 53-й армии 2-го Украинского фронта.
Особо отличился во время боёв за освобождение Венгрии. В октябре 1944 года Афанасьев со своим отделением первым в своей роте вышел к реке Тиса к северу от города Сольнок в Венгрии. Захватив два вражеских понтона, Афанасьев переправился на противоположный берег реки и сходу вступил в бой. Отделением Афанасьева была уничтожена вражеская пехота численностью до взвода, что способствовало успешной переправе роты.
Указом Президиума Верховного Совета СССР от 24 марта 1945 года сержант Кузьма Афанасьев был удостоен высокого звания Героя Советского Союза с вручением ордена Ленина и медали «Золотая Звезда».
После окончания войны был демобилизован, вернулся на родину, работал завхозом в леспромхозе. Умер 20 декабря 1966 года. Похоронен в родном селе.
Был также награждён рядом медалей.

## Награды
- Медаль «Золотая Звезда» Героя Советского Союза (24.03.1945)
- Орден Ленина (24.03.1945)
- Медали

## Увековечение памяти
- В селе Базарные Матаки Алькеевского района Республики Татарстан именем К.К. Афанасьева названа улица, поставлен памятник, в парке Героев установлена мемориальная плита[2].